# Манолеску, Николае
Николае Манолеску (настоящая фамилия — Аползан; рум. Nicolae Manolescu; 27 ноября 1939, Рымнику-Вылча — 23 марта 2024, Бухарест) — румынский литературный критик, прозаик, редактор, педагог. Президент Союза писателей Румынии (с 2005). Доктор философии. Член Румынской академии. Политик, дипломат, посол Румынии при ЮНЕСКО (2006).

## Биография
После ареста родителей по политическим мотивам в 1953 году воспитывался в семье деда. Тогда же взял его фамилию.
С 1956 года обучался на филологическом факультете Бухарестского университета. За участие в гражданских беспорядках и критику в отношении Георге Георгиу-Дежа и коммунистического режима в Румынии, в 1962 году был исключён из университета.
Позже продолжил учёбу. В 1974 году получил научную степень доктора философии. Преподавал в альма-матер, профессор. Сотрудничал с литературным журналом «România Literară», с 1990 года до смерти — главный редактор этого издания.
Умер в больнице Элиас в Бухаресте 23 марта 2024 года в возрасте 84 лет.

## Политическая деятельность
После румынской революции 1989 года, был одним из основателей политической партии «Гражданский союз» (ноябрь 1990 года), в июле 1991 года возглавил партию. Участвовал в президентских выборах 1992 года в Румынии, набрав 0,7 % голосов.
В 1992—1996 избирался депутатом Сената Румынии.
В 1998 году «Гражданский союз» объединился с Национальной либеральной партии Румынии. Манолеску продолжал оставаться членом Национального совета партии «Гражданский союз» до 2000 года, после чего ушёл со своего поста и отошёл от активной политической жизни. Резко критиковал своего бывшего студента Мариана Мунтяну, ставшего крупным националистическим политиком.

## Творчество
Николае Манолеску — автор более 40 публикаций, посвящённых, главным образом, истории румынской литературы, многих эссе, критических исследований. Наиболее известные труды «Istoria critică a literaturii române» и «Literatura română de azi, 1944—1964».
Выпустил (в соавторстве) учебники румынского языка и литературы для 9-х (1977) и 12-х классов средних школ (1979).